# Rupert Scholz
Rupert Scholz (Berlino, 23 maggio 1937) è un docente e politico tedesco.

## Biografia
Nel 1957 ottenne il diploma di scuola superiore, poi fino al 1961 studiò giurisprudenza ed economia principalmente alla Libera università di Berlino. Nel 1961 e nel 1967 ha superato gli esami legali di stato. Nel 1966 ottenne il dottorato e cinque anni dopo l'abilitazione all'Università Ludwig Maximilian di Monaco. Ha lavorato come insegnante accademico, è stato professore nelle università di Berlino (1972-1978) e Monaco (1978–2005), si è specializzato in questioni di diritto pubblico.
Nel 1981-1988 fu membro del Senato di Berlino Ovest, responsabile della giustizia e degli affari federali. Nel 1983 è entrato a far parte dell'Unione Cristiana-Democratica, dal 1985 al 1988 è stato deputato alla Abgeordnetenhaus di Berlino. Nel maggio 1988, è entrato a far parte del governo Kohl III come ministro federale della difesa. Ha sostituito Manfred Wörner. Durante il suo mandato si sono verificate diverse catastrofi e incidenti che hanno coinvolto aerei militari (incluso l'incidente aereo a Ramstein), seguito da un conflitto con il segretario permanente nella località Peter Kurt Würzbach, che si è concluso con le dimissioni del vice ministro. Rupert Scholz lasciò il governo durante la ricostruzione dell'aprile 1989.
Fu da allora consigliere del cancelliere tedesco e negli anni 1990-2002 per tre mandati membro del Bundestag. Nel periodo 1994-1998 è stato vicepresidente della fazione CDU/CSU, e dal 1998 al 2001 è stato vicepresidente delle strutture berlinesi della CDU. Nel 2000 viene nominato nel consiglio di amministrazione della Konrad-Adenauer-Stiftung. Nel 1996-2006 è stato membro del consiglio di sorveglianza della squadra di calcio Hertha BSC.

## Vita privata
Rupert Scholz è sposato con Helga Scholz-Hoppe, ex giudice federale presso la Corte federale di giustizia e il Tribunale amministrativo federale.  Scholz è il supervisore del dottorato del parlamentare CDU Jan-Marco Luczak.